# Norge ved sommer-OL 2012
Norge deltog ved Sommer-OL 2012 i London som blev arrangeret i perioden 27. juli til 12. august 2012.

## Medaljer
| 2012 London | Guld | Sølv | Bronze | Total |
| Norge       | 2    | 1    | 1      | 4     |